# Stoof (Oud Gastel)
Stoof is een buurtschap in de gemeente Halderberge in de Nederlandse provincie Noord-Brabant. Het ligt in het westen van de gemeente, twee kilometer ten noorden van Oud Gastel.
De naam van de buurtschap is afgeleid van een vroeger aanwezige meestoof, een installatie om meekrap (ooit een bloeiende industrie in West-Brabant) te verwerken tot poeder.
Dorpen: Bosschenhoofd · Hoeven · Oud Gastel · Oudenbosch · Stampersgat

Buurtschappen: Gastelsveer · Kruisstraat · Kuivezand · Schans · Stoof

Noord-Brabant: Steden en dorpen      Nederland: Provincies · Gemeenten